# Мејкон (Џорџија)
Мејкон (енгл. Macon) град је у америчкој савезној држави Џорџија. По попису становништва из 2010, број становника је био 91.351.

## Демографија
Према попису становништва из 2010. у граду је живео 91.351 становник, што је 5.904 (6,1%) становника мање него 2000. године.
| Група             | 2000.          | 2010.          |
| Белци             | 34.050 (35,0%) | 25.296 (27,7%) |
| Афроамериканци    | 60.740 (62,5%) | 62.060 (67,9%) |
| Азијати           | 628 (0,6%)     | 701 (0,8%)     |
| Хиспаноамериканци | 1.166 (1,2%)   | 2.264 (2,5%)   |
| Укупно            | 97.255         | 91.351         |

## Партнерски градови
- Куробе
- Макон
- Уљановск
- Квачан
- Каушан